# Pauline Davis-Thompson
Pauline Davis-Thompson (Geburtsname Pauline Elaine Davis; * 9. Juli 1966) ist eine ehemalige bahamaische Leichtathletin und Olympiasiegerin.
Davis wurde auf den Bahamas geboren und studierte an der University of Alabama, wo sie auch graduierte.

## Sportliche Erfolge
Sie nahm von 1984 bis 2000 fünfmal an Olympischen Spielen teil, konnte aber erst 1996 erstmals ein Finale erreichen, als sie im 400-Meter-Lauf Platz vier in 49,28 s belegte.
Pauline Davis-Thompson war die einzige Leichtathletin, die an den ersten sieben Weltmeisterschaften teilnahm. Bei den Weltmeisterschaften 1991 erreichte sie erstmals ein Finale und wurde in 22,90 s Siebte im 200-Meter-Lauf. 1995 gewann sie ihre erste Weltmeisterschaftsmedaille, als sie im 400-Meter-Lauf in 49,96 s Zweite hinter der Französin Marie-José Perec wurde.
Bei den Weltmeisterschaften 1999 in Sevilla gewann die 4-mal-100-Meter-Staffel der Bahamas in der Besetzung Savatheda Fynes, Chandra Sturrup, Pauline Davis-Thompson und Debbie Ferguson in 41,92 s den Weltmeistertitel.
Bei den Olympischen Spielen 2000 in Sydney beendete sie den 200-Meter-Lauf in 22,27 s hinter Marion Jones (USA, 21,84 s) und vor Susanthika Jayasinghe (SRI, 22,2 s) sowie Beverly McDonald (JAM, 22,35 s). Da Jones wegen Dopings und ihrer Verwicklung in den BALCO-Skandal nachträglich gesperrt wurde, rückten Davis-Thompson, Jayasinghe und McDonald in der Ergebnisliste einen Platz vor.
Die 4-mal-100 Meter-Staffel der Bahamas wiederholte ihren Erfolg von 1999 und gewann in der gleichen Besetzung in 41,95 s Gold.
In der Halle gewann Pauline Davis-Thompson zwei Hallenweltmeisterschaftsmedaillen. 1995 wurde sie in 22,68 s Zweite im 200-Meter-Lauf hinter der Australierin Melinda Gainsford in 22,64 s. 1999 wurde sie in 22,70 s Dritte im 200-Meter-Lauf.
Sie erlief bei den Commonwealth Games 1990 Bronze im 100-Meter-Lauf in 11,20 s und im 200-Meter-Lauf in 23,15 s.
Bei einer Körpergröße von 1,68 m betrug ihr Wettkampfgewicht 57 kg. Heute lebt sie in Atlanta, wo sie als Marketing-Managerin für das Tourismusministerium der Bahamas tätig ist. Seit 1998 ist sie mit dem Jamaikaner Mark Thompson verheiratet.

## Bestzeiten
- 100 m: 10,97 s (2000)
- 200 m: 22,27 s (2000)
- 400 m: 49,28 s (1996)